# ماريون رافن
ماريون رافن (بالبوكمول: Marion Ravn) (و. 1984  م) هي مغنية، ومغنية مؤلفة نرويجية، ولدت في لورينسكوغ.

## وصلات خارجية
- ماريون رافن على موقع IMDb (الإنجليزية)
- ماريون رافن على موقع ميوزك برينز (الإنجليزية)
- ماريون رافن على موقع أول ميوزيك (الإنجليزية)
- ماريون رافن على موقع ديسكوغز (الإنجليزية)
- ماريون رافن على موقع قاعدة بيانات الفيلم (الإنجليزية)

- ماريون رافن في قاعدة بيانات الأفلام على الإنترنت